# Onthophagus kentingensis
Onthophagus kentingensis är en skalbaggsart som beskrevs av Shuhei Nomura 1973. Onthophagus kentingensis ingår i släktet Onthophagus och familjen bladhorningar. Inga underarter finns listade i Catalogue of Life.